# Џенана Шехановић
Џенана Шехановић (Брчко, 23. март 1991) босанскохерцеговачка је професорка клавира и пијанисткиња.

## Образовање
Џенана је студирала у Немачкој, Аустрији, Хрватској и родној Босни и Херцеговини. Са 14 година била је најмлађи студент икада уписан на Музичку академију Универзитета у Загребу, Хрватска. Прву годину студија завршила је у класи професора Џорџа Станетија и Карла-Хајнца Камерлинга. Дипломирала је 2010. године у класи професора Срђана Чалдаровића, а годину дана касније стекла је и своју мастер диплому за клавир на Музичкој академији Универзитета у Загребу.
Имала је бројне самосталне концерте широм Европе, укључујући и Босну и Херцеговину, Словенију, Србију, Хрватску, Аустрију, Немачку, Италију, Норвешку, Мађарску и Лихтенштајн, као и бројне групне наступе са Сарајевском филхармонијом и Загребачким солистима. Године 2010, на основу својих 15 међународних награда, Шехановићева је добила награду ректора Универзитета у Загребу. На предлог бившег председника Хрватске Стјепана Месића она је додатно добила и хрватско држављанство.